# Marhulta göl
Marhulta göl är en sjö i Uppvidinge kommun i Småland och ingår i Mörrumsåns huvudavrinningsområde.